# Stormyrtjärnen (Norsjö socken, Västerbotten, 721108-167588)
Stormyrtjärnen är en sjö i Norsjö kommun i Västerbotten och ingår i Skellefteälvens huvudavrinningsområde.